# بازخورد منفی
بازخورد منفی یا خودتنظیمی منفی نوعی سیستم تنظیمی در بدن است، که زیاد شدن یک هورمون یا ماده، باعث کم شدن هورمون یا ماده دیگر می‌شود؛ مثلاً زیاد شدن کلسیم پلاسما باعث کاهش هورمون پاراتیروئید می‌شود.
به‌دلیل اینکه در بدن انسان ده‌ها هورمون ساخته می‌شود تنظیم مقدار ترشح آنها مهم است. مقدار ترشح بعضی هورمون‌ها براساس پیام عصبی و موارد زیادی بر اساس مقدار هورمون موجود در خون تنظیم می‌شود، به این حالت خودتنظیمی می‌گویند. بدن با روش‌های خاصی مقدار هورمون در خون یا مقدار یک مادهٔ شیمیایی که در نتیجه فعالیت هورمون ساخته می‌شود را می‌سنجد و بر اساس آن مقدار ساخته شدن و ترشح هورمون را کم و زیاد می‌کند. خود تنظیمی منفی: وقتی هورمون فعالیت بدن را تنظیم کرد، ترشح هورمون اولیه زیاد نشود و مقدار ترشح آن کم شود (یا برعکس).
خود تنظیمی مثبت: اگر افزایش ترشح هورمونی در خون صورت گرفت و عمل خود را در بدن انجام داد اگر دوباره ترشح گلوکاگون زیاد شد و قند خون از حالت نرمال خارج شد گفته می‌شود خود تنظیمی مثبت رخ داده که اغلب در ناهماهنگی‌ها و بیماری‌ها دیده می‌شود.